# Nenmenikkara
Nenmenikkara es una ciudad censal situada en el distrito de Thrissur en el estado de Kerala (India). Su población es de 18067 habitantes (2011). Se encuentra a 11 km de Thrissur y a 61 km de Cochín.

## Demografía
Según el censo de 2011 la población de Nenmenikkara era de 18067 habitantes, de los cuales 8891 eran hombres y 9176 eran mujeres. Nenmenikkara tiene una tasa media de alfabetización del 95,29%, superior a la media estatal del 94%: la alfabetización masculina es del 97,43%, y la alfabetización femenina del 93,24%.